# Membrana tectoria
En anatomía, la membrana tectoria es una fina capa de tejido situada en la cóclea o caracol. Está formada por una capa superficial fibrosa y otra más profunda de consistencia gelatinosa. La membrana tectoria junto con las células sensoriales, las células de sostén y fibras nerviosas, forma el órgano de Corti, encargado del proceso de audición en el oído interno.

## Estructura
La membrana tectoria es acelular y tiene una estructura similar a un gel. Su componente principal es agua que corresponde al 97% de su peso, el resto está formado por colágeno, glicoproteínas y proteoglicanos.